# Androsace erecta
Androsace erecta är en viveväxtart som beskrevs av Carl Maximowicz. Androsace erecta ingår i släktet grusvivor, och familjen viveväxter. Inga underarter finns listade i Catalogue of Life.